# Annette Chalut

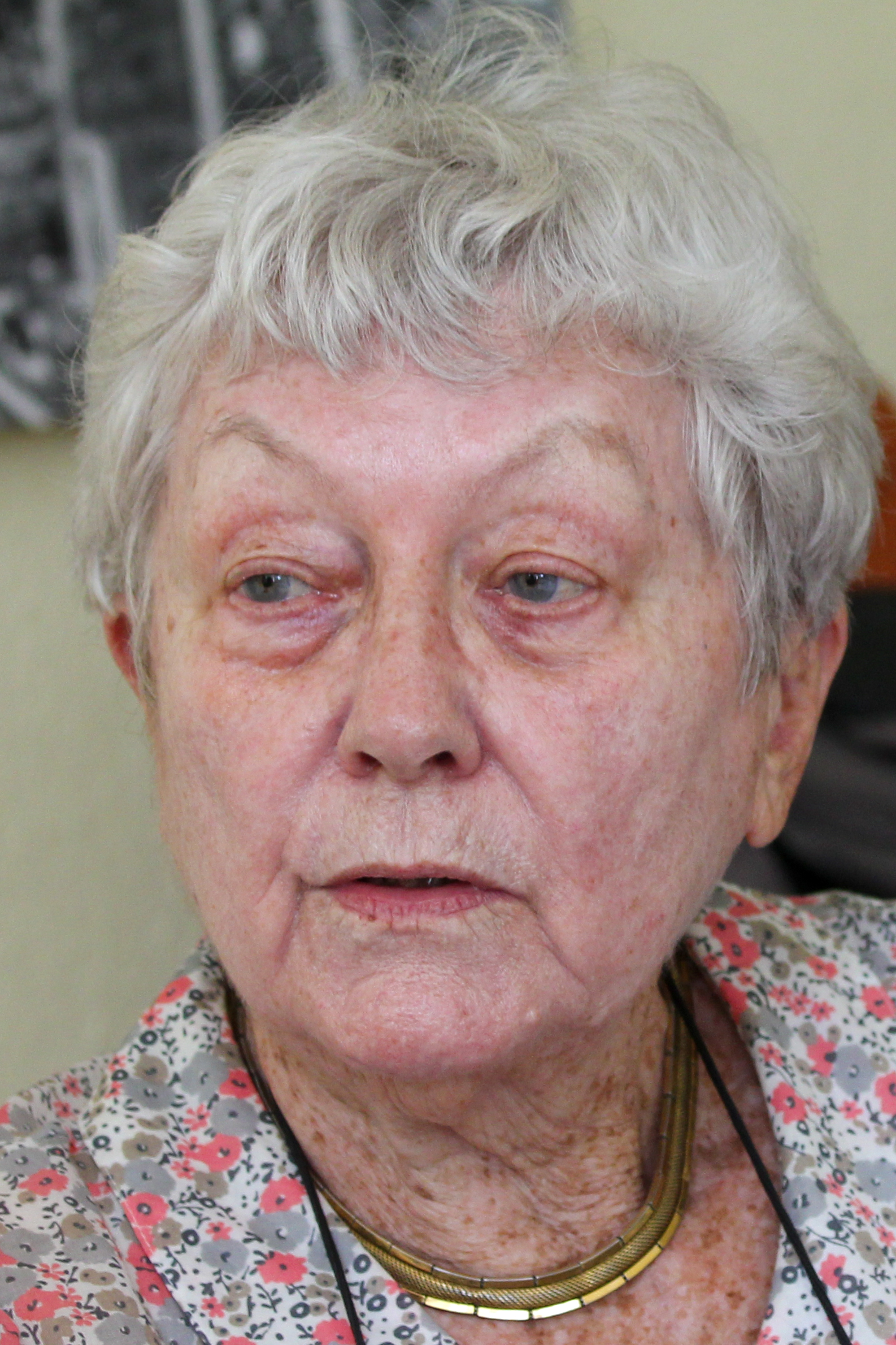
Annette Chalut am 22. Mai 2012 in Hannover

Annette-Brigitte Chalut, geborene Annette James-Weill oder als Annette Weill (geboren 29. April 1924 in Paris; gestorben 8. November 2021 ebenda) war eine französische Widerstandskämpferin und Ärztin. Die Arbeits- und Sozialmedizinerin engagierte sich international insbesondere für die überlebenden Frauen des Konzentrationslagers Ravensbrück.

## Leben
Annette Chalut war die zweite von drei Töchtern des jüdischen Ehepaares Chalut. Nach dem Einmarsch der Wehrmacht 1940 im Zweiten Weltkrieg engagierte sie sich gemeinsam mit ihrem Vater Pierre Weill und ihrer Schwester Lise Weill in der Résistance gegen die Besatzung Frankreichs durch die Deutschen. Vor allem fälschten sie Ausweispapiere, um internierten Juden bei der Flucht zu helfen.
Für die eigene Familie hatten sich die Weills den Tarnnamen „Warnod“ ausgedacht, mit dem sie ihre eigene jüdische Herkunft verdecken konnten. Doch im März 1944 wurden die „Warnods“ denunziert, woraufhin die Ausweispapiere von Annettes Vater und ihrer Schwester als Fälschung erkannt und beide in das KZ Auschwitz deportiert wurden. Pierre Weill überlebte das Konzentrationslager nicht.
Die Tarnung der mittlerweile zwanzigjährigen Annette blieb unentdeckt – sie wurde dann jedoch als Mitglied der Résistance verhaftet und zunächst im Lager Romainville bei Paris interniert. Am 13. Mai 1944 wurde sie nach Deutschland deportiert, anfangs in das KZ Ravensbrück, anschließend zum Kommando Hannover-Limmer in ein Außenlager des Konzentrationslagers Neuengamme, das KZ Limmer. Als Häftling mit der Nummer 5640 musste sie in Zwangsarbeit bei der Firma Continental Gummi kriegswichtige Gasmasken produzieren.
Kurz vor Kriegsende wurde Annette Weill im April 1945 gemeinsam mit anderen Häftlingen zu einem „Todesmarsch“ zum KZ Bergen-Belsen nahe der niedersächsischen Stadt Celle gezwungen. Dort erlebte sie die Befreiung durch das britische Militär. Sie kehrte nach Frankreich zurück, wo sie heiratete und ihre Familie gründete.
Sie studierte Medizin und schloss das Studium 1949 mit der Promotion ab. Anschließend begann sie ihre vier Jahrzehnte andauernde Arbeit in der Arbeits- und Sozialmedizin. Sie war Beauftragte des französischen Office National des Anciens Combattants et Victimes de Guerre (übersetzt etwa „Nationales Amt für Veteranen und Kriegsopfer“) und richtete ihr Augenmerk vor allem auf die Unterstützung ehemaliger Deportierter, die in deutschen Konzentrationslagern schwere Gesundheitsschäden erlitten hatten.
Unterdessen war Chalut 1950 als Zeugin in dem in Rastatt verhandelten Strafprozess gegen das ehemalige Ravensbrücker KZ-Lagerpersonal aufgetreten.
Annette Chalut, Mitglied der Association nationale des anciennes déportées et internées de la Résistance (ADIR; Nationale Vereinigung ehemaliger deportierter und internierter Frauen der Résistance), engagierte sich ab 1992 in dem aus ehemaligen Häftlingen des KZ Ravensbrück bestehenden Internationalen Ravensbrück-Komitee, dem sie von 1999 oder 2002 bis 2015 als Präsidentin vorstand.

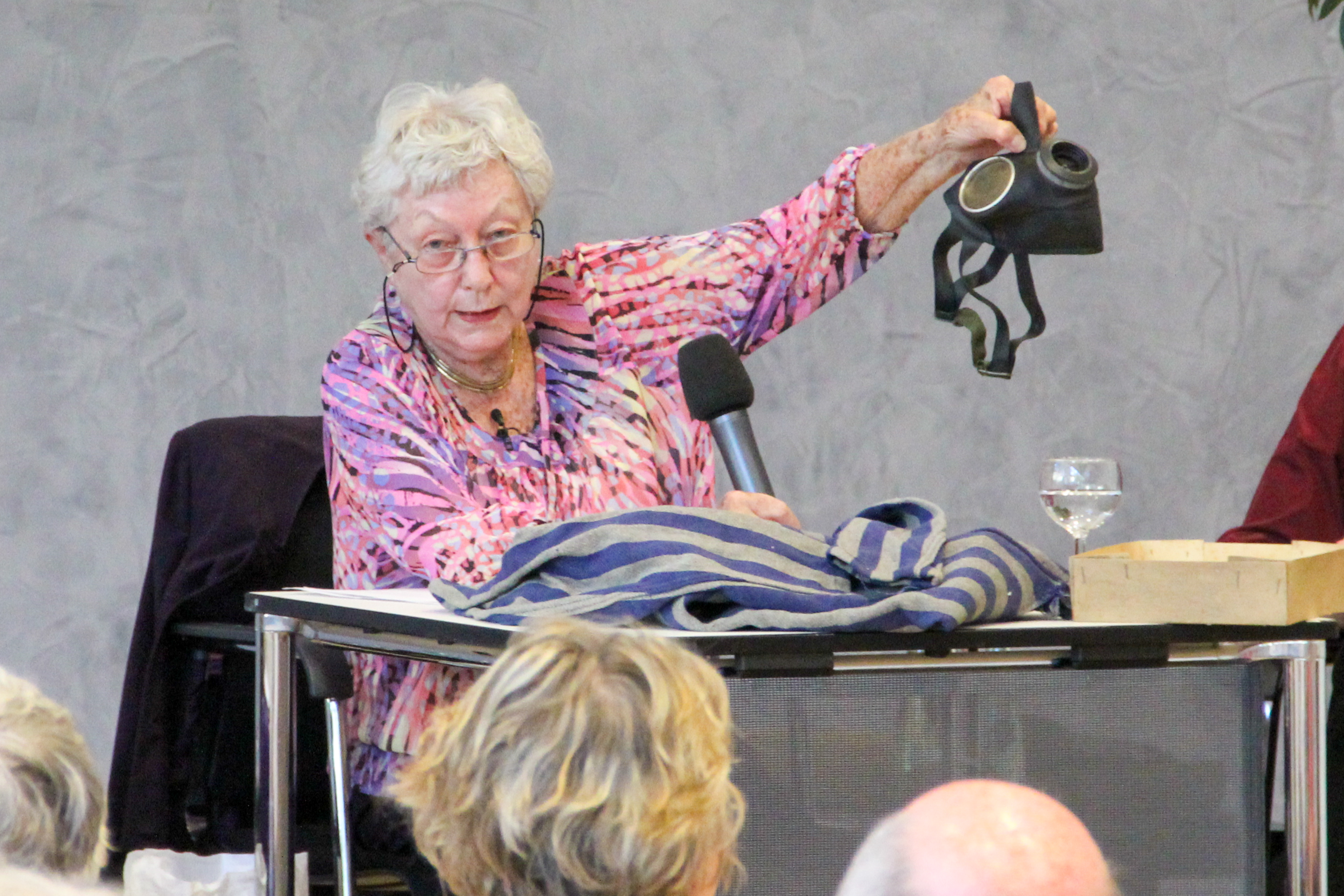
Annette Chalut bei einem Vortrag mit Gasmaske
im Mai 2012 im Haus der Region Hannover

Auf Einladung des Arbeitskreises „Ein Mahnmal für das Frauen-KZ in Limmer“ und der Stadt Hannover besuchte Annette Chalut im Mai 2012 die niedersächsische Landeshauptstadt, in der sie „in einem beeindruckenden Zeitzeugengespräch […] über ihre Zeit im KZ Limmer“ berichtete. Ihre Geschichte wurde später für Besucher des von der Landeshauptstadt Hannover betriebenen ZeitZentrum Zivilcourage aufbereitet.
2013 wurde Chalut mit der Verleihung des Roten-Adlerordens, dem Verdienstorden des Landes Brandenburg ausgezeichnet.
Anfang 2016 wurde Annette Chalut für ihre politische Arbeit zum Großoffizier der französischen Ehrenlegion ernannt.
Chalut starb 2021 im Alter von 97 Jahren in Paris.

## Schriften (Auswahl)
- Etude fonctionnelle et radiologique de trois cas d’opérations plastiques pour oblitération tubaire localisée à l’isthme (réimplantation), medizinische Dissertation, Paris 1949